# لئو سیلوا
لئو سیلوا (به پرتغالی: Hugo Leonardo Silva Serejo) هافبک اهل برزیل است که در شهر سائو لوئیس، مارانهاو و در تاریخ ۲۴ دسامبر ۱۹۸۵ به دنیا آمده‌است.
لئو سیلوا در تیم‌های فوتبال کروزیرو سابقهٔ حضور دارد.